# Факультет политологии СПбГУ
Факульте́т политоло́гии Санкт-Петербургского государственного университета — структурное подразделение СПбГУ, ведущее подготовку бакалавров, магистров, а также кандидатов и докторов наук по направлению «политология». Один из первых факультетов этого профиля в России.
Располагается в одном из исторических зданий ансамбля Смольного монастыря — памятника архитектуры XVIII века, построенного Ф. Б. Растрелли и являющегося объектом культурного наследия Российской Федерации.
Его соседями по ансамблю являются факультет международных отношений и Комитет имущественных отношений Санкт-Петербурга, в этом же здании располагается и факультет социологии.

## История
В 1989 году на базе факультета философии была открыта первая в СССР университетская кафедра политологии. В 2006 году философский факультет был переименован в факультет философии и политологии.
Наконец, в 2009 году приказом ректора Санкт-Петербургского государственного университета на основании решения Учёного совета СПбГУ был создан факультет политологии. Деканом нового факультета был избран доктор экономических наук Станислав Германович Еремеев, бывший на тот момент проректором по экономике и социальному развитию СПбГУ. В этом же году политология вошла в число самых популярных среди абитуриентов учебных программ, предоставляемых университетом.
В 2014 году на базе факультетов политологии СПбГУ и МГУ было создано Российское общество политологов, сопредседателями которого стали деканы факультетов Станислав Еремеев и Андрей Шутов, а почётным президентом — ныне покойный академик Евгений Примаков.

## Кафедры
В настоящее время на факультете функционируют шесть кафедр (в порядке основания):
- Кафедра теории и философии политики. Прямое продолжение кафедры политологии факультета философии, созданной в 1989 году. Специализируется на истории политической мысли, современной политической философии, политической теории, политическая этике и политической антропологии. Заведующий кафедрой — доктор философских наук, профессор В. А. Гуторов.
- Кафедра политических институтов и прикладных политических исследований. Создана в 1992 году на отделении политологии философского факультета СПбГУ. И. о. заведующего кафедрой — кандидат политических наук Г. В. Лукьянова.
- Кафедра политического управления. Образована в 1995 году на основе Центра социально-политических реформ в России, существовавшего при поддержке Союза немецких промышленников. Изначально создавалась для изучения российских социальных и политических реформ и возглавлялась немецким социологом Ингеборг Фляйшхауэр. Заведующий кафедрой — доктор философских наук, профессор Л. В. Сморгунов.
- Кафедра международных политических процессов. Создана в 2002 году на базе философского факультета. И. о. заведующего кафедрой — доктор социологических наук, профессор Г. И. Грибанова.
- Кафедра российской политики. Создана в 2010 году. Изучает прошлое и настоящее российской политики с акцентом на междисциплинарные исследования. И. о. заведующего кафедрой — доктор политических наук, профессор И. В. Радиков.
- Кафедра этнополитологии. Создана в 2014 году решением Ученого совета СПбГУ по предложению Администрации Президента Российской Федерации. Заведующий кафедрой — доктор политических наук, профессор В. А. Ачкасов.

## Научная жизнь
На факультете издаётся ежеквартальный научный журнал «Политическая экспертиза: ПОЛИТЭКС». Решением Президиума ВАК от 19 февраля 2010 года он был включен в список рекомендованных журналов и изданий, в которых должны быть опубликованы основные научные результаты диссертаций на соискание ученых степеней доктора и кандидата наук.
Кроме того, в рамках факультета действует Студенческое научное общество и Студенческий совет.

## Международное сотрудничество
Будучи частью СПбГУ, факультет участвует в международных программах академического обмена с целым рядом университетов Европы, Азии, а также Северной и Южной Америки, в рамках которых студенты имеют возможность приобрести опыт включённого обучения на профильных факультетах Гамбургского и Йенского университетов, Свободного университета Берлина, университетов Сорбонны и Страсбурга, а также других высших учебных заведений.